# John Alcorn
John Alcorn (New York, 10 febbraio 1935 – Lyme, 27 gennaio 1992) è stato un grafico e illustratore statunitense.
Graphic designer il cui stile, caratterizzato da numerose citazioni provenienti da varie correnti culturali, ha rappresentato per alcuni anni un punto di riferimento nell'ambito dell'immagine editoriale.

## Biografia
John Alcorn nasce nella cittadina di Corona, Long Island, oggi parte del quartiere Queens di New York. Nel 1940 la famiglia di Alcorn si trasferisce a Great Neck dove egli frequenta le scuole. Successivamente si iscrive alla Cooper Union Art School di Manhattan dove studia disegno, calligrafia, tipografia, illustrazione e grafica pubblicitaria. Nel 1955, una volta ottenuto il diploma, si sposa (avrà quattro figli).
I primi lavori sono rappresentati da collaborazioni con l'agenzia pubblicitaria di un'industria farmaceutica e da collaborazioni col dipartimento artistico dell'Esquire. Sempre in questo periodo è tra gli animatori dei Push Pin Studios. Dal 1958 al 1961 è art director della CBS.
Nel 1962 lascia la CBS e si trasferisce a Ossining (New York). Durante gli anni sessanta cura le illustrazioni e disegna copertine per numerosi volumi, continua inoltre ad occuparsi di pubblicità. Per tali lavori ottiene premi e riconoscimenti dall'American Institute of Graphic Arts, dal New York Art Directors Club, dalla Society of Illustrators, e dalla stessa Cooper Union nella quale aveva studiato. In particolare nel 1968 vince il concorso internazionale indetto dalla Fiera del libro per ragazzi di Bologna. Tale episodio rappresenterà un punto cruciale nella propria vita perché da qui in poi la sua carriera sarà legata all'Italia.
Nel 1971 si trasferisce a Firenze. Qui entra in contatto con vari artisti (ad esempio Leonardo Mattioli e Roberto Innocenti) e inizia a collaborare con le case editrici italiane, soprattutto con Rizzoli, (tale collaborazione si protrarrà anche dopo il suo ritorno in America che avviene nel 1977).

## Editoria
L'opera grafica editoriale di John Alcorn si caratterizza in quegli anni per...
Nel 1972 realizza l'immagine editoriale e il marchio della BUR. Nel 1973 realizza i titoli di apertura del film Amarcord di Federico Fellini e disegna le illustrazioni per il volume America della collana "la Geografia" di Enzo Biagi. Nel 1980 cura l'immagine editoriale della Longanesi. Nel 1985 quella della Guanda.
John Alcorn muore nel 1992, all'età di 56 anni, nella città di Hamburg Cove, Lyme, stato del Connecticut.
Numerose le mostre a lui dedicate. In particolare le sue opere sono state esposte al Louvre di Parigi, al Castello Sforzesco di Milano e alla Biennale di Venezia.
Recentemente, l'Archivio Apice dell'Università degli Studi di Milano ha acquisito il Fondo Alcorn, contenente schizzi, bozzetti e opere del grafico. Grazie alla collaborazione tra Marta Sironi, curatrice del fondo, e la casa editrice Topipittori, nel 2012 l'opera "BOOKS!", uscita nel 1962 solamente in inglese e in tedesco, è stata ripubblicata in italiano con il titolo Libri!, contribuendo a riportare l'attenzione degli studiosi e appassionati sulla figura di questo grande artista. Il libro esce anche in spagnolo presso la casa editrice catalana Gustavo Gili, in francese per Autrement Jeunesse e in coreano per Blue Wing.

## Opere tradotte in italiano
- Libri!, testo di Murray MCcain, disegni di John Alcorn, curato da Marta Sironi, Milano, Topipittori, 2012